# Dmytro Doncow
Dmytro Iwanowycz Doncow, ukr. Дмитро Іванович Донцов (ur. 30 sierpnia 1883 w Melitopolu, zm. 30 marca 1973 w Montrealu) – ukraiński pisarz, dziennikarz, działacz polityczny, doktor prawa. Twórca ukraińskiej koncepcji nacjonalizmu, przyjętej w latach 30. XX wieku przez Organizację Ukraińskich Nacjonalistów za podstawę ideologiczną działalności politycznej, a porzuconej w 1943.
Postulował zwrot polityki ukraińskiej na Zachód – całkowite zerwanie więzów politycznych i kulturalnych Ukraińców i Ukrainy z Rosją i bliską współpracę z Europą Zachodnią.

## Życiorys

### Młodość
Rodzina Dmytra pochodziła z Ukrainy Słobodzkiej, jednak jego ojciec odziedziczył 1500 dziesięcin ziemi w guberni taurydzkiej, przeprowadził się z rodziną do Melitopola i zajął sprzedażą maszyn rolniczych. Rodzice zmarli w roku 1894 i 1895, musiał więc wcześnie się usamodzielnić. Ukończył szkołę średnią w Carskim Siole, a w 1900 roku rozpoczął studia prawnicze na Uniwersytecie w Petersburgu, tam też działał w Hromadzie i w Ukraińskiej Partii Rewolucyjnej.

### Lata 1905–1914
W czasie rewolucji 1905 aresztowany za działalność rewolucyjną, wyszedł na wolność w styczniu 1906 na mocy powszechnej amnestii po manifeście październikowym Mikołaja II. Przeniósł się do Kijowa, gdzie wstąpił w szeregi Ukraińskiej Socjaldemokratycznej Partii Robotniczej (USDRP), z którą to partią był związany do 1914 roku. W 1906 na łamach moskiewskiej „Ukrainskoj Żyzni” opublikował pierwszy artykuł, w 1910 wydał pierwszą książkę Szkoła i relihija. W 1907 ponownie aresztowany – przebywał w areszcie osiem miesięcy, po czym opuścił granice Imperium Rosyjskiego, wyjeżdżając w 1908 do Lwowa na terytorium Austro-Węgier. W latach 1909–1911 kontynuował studia prawnicze w Wiedniu.
W 1913 opublikował we Lwowie pracę Suczasne polityczne położennia naciji i naszi zawdannia, będącą zapisem referatu wygłoszonego na II Ogólnoukraińskim Zjeździe Studenckim w lipcu 1913. Jednoznacznie opowiedział się w niej za oddzieleniem Ukrainy od Rosji i współpracą z Austro-Węgrami, prezentował proeuropejską orientację kulturową.

### Lata 1914–1939
W 1914 brał udział w organizowaniu we Lwowie Związku Wyzwolenia Ukrainy, następnie przeniósł się do Berlina. W latach 1914–1916 kierował w Wiedniu Służbą Informacyjną Ukraińskiego Klubu Parlamentarnego w Reichsracie Przedlitawii (parlament austriacki), wydając równocześnie biuletyn „Korrespondenz”. W tym okresie skierował do niemieckich kół politycznych trzy memoriały o konieczności utworzenia państwa ukraińskiego.
Między rokiem 1916 a 1917 był kierownikiem Biura Narodów Rosji w Bernie i wydawcą biuletynu tegoż biura. Po wybuchu rewolucji lutowej w Rosji i obaleniu caratu wyjechał do Lwowa, gdzie uzyskał doktorat na Wydziale Prawa Uniwersytetu Lwowskiego.
Po przeprowadzce do Kijowa, objął kierownictwo biura prasowego rządu hetmana Pawła Skoropadskiego i kierował Ukraińską Agencją Telegraficzną. Po obaleniu Hetmanatu i restytucji Ukraińskiej Republiki Ludowej kierował w latach 1919–1921 sekcją prasową i informacyjną misji dyplomatycznej URL w Bernie.
W latach 1922–1939 mieszkał we Lwowie. Wydał tam pisma: „Literaturno-Naukowyj Wistnyk” (1922–1932), „Zahrawa” (1923–1924) i „Wistnyk” (według Adolfa Bocheńskiego pismo skrajnie nacjonalistyczne i antypolskie) (1933–1939). Był współorganizatorem Ukraińskiej Partii Pracy Narodowej, która w roku 1925 weszła w skład Ukraińskiego Zjednoczenia Narodowo-Demokratycznego (UNDO). Doncow wycofał się wówczas z bieżącej działalności politycznej, skupiając się na pisarstwie i publicystyce. Jego publicystyka, przede wszystkim dotycząca Ukrainy sowieckiej, pozwoliła mu rozwinąć się i aspirować do tytułu lidera rozumującego w kategoriach ogólnoukraińskich, niezależnie od różnic dzielących Ukraińców galicyjskich i zamieszkujących USRR.

### Okres II wojny światowej, emigracja
2 września 1939 został internowany w Berezie Kartuskiej. Uwolniony po dwóch tygodniach w konsekwencji sowieckiego najazdu na Polskę. Z powodu represji policyjnych NKWD wobec działaczy ukraińskich emigrował przez Gdańsk i Berlin do Bukaresztu, gdzie przez dwa lata wydawał dziennik „Batava” (1940–1941).
W 1943 wyjechał do Pragi, gdzie pisał artykuły o tematyce ukraińskiej do prasy niemieckiej. Również w tym roku z powodu różnic ideologicznych rozeszły się drogi jego oraz kierownictwa OUN-B, które zmierzało do odrzucenia zasad ustroju autorytarnego i „czynnego nacjonalizmu” na rzecz ustroju demokratycznego. W 1943 Doncow napisał znaczącą pracę Duch naszoji dawnyny.
Od maja 1945 przebywał w amerykańskiej strefie okupacyjnej Niemiec, by przez Paryż, Londyn i USA dostać się do Kanady, gdzie zamieszkał. W latach 1949–1952 wykładał literaturę ukraińską na francuskojęzycznym Uniwersytecie Montrealu oraz dużo publikował. Nie uczestniczył w ukraińskim życiu politycznym.
Zmarł w 1973 w Montrealu. Pochowany na cmentarzu South Bound Brook w Bound Brook, New Jersey.

## Poglądy polityczne
Jego poglądy polityczne ewoluowały od marksizmu (do 1914), przez woluntarystyczną filozofię jednostki i narodu („czynny nacjonalizm”, w latach 20. XX wieku), wzbogaconą w latach 30. o przekonanie o zbawczej roli faszyzmu, do poglądów konserwatywnych w latach 1938–1945.
Co najmniej od 1914 naczelnym celem politycznym jego działania było osiągnięcie niepodległości Ukrainy. Wraz ze zmianami jego orientacji politycznej zmieniało się jego rozumienie pojęcia narodu, jednak kilka politycznych założeń pozostawało niezmiennymi:
- przekonanie o kulturowym, ideologicznym i politycznym antagonizmie pomiędzy Europą a Rosją (przypisywał temu wybuch obu wojen światowych)
- uznanie w różnych narodach różnych „typów etniczno-psychologicznych”, które miały być podstawą podziału na państwa w Europie
- akceptacja zasady równowagi mocarstw, uzasadniającą istnienie państwa ukraińskiego jako wschodniej flanki Europy
- uznanie samej polityki jako „gry interesów” za sferę decydującą w relacjach międzygrupowych.

W odczycie wygłoszonym we Lwowie na II Wszechukraińskim Zjeździe Studentów w lipcu 1913 roku Doncow zaprezentował zarys programu opartego na zwróceniu się ku Europie Zachodniej i zerwaniu związków z Rosją, którą uznał za jednoznacznie nieprzychylną niepodległości Ukrainy. Pogląd ten rozwijał w wydanej w 1921 roku w Wiedniu pracy Podstawy naszej polityki. Doncow przedstawił w niej propozycję polsko–ukraińskiej wspólnoty interesów, skierowanej przeciwko Rosji i gotów był nawet do rezygnacji z ubiegania się o włączenie Galicji i Wołynia w skład przyszłego państwa ukraińskiego, uznając, iż niepodległość jest ważniejsza niż zjednoczenie („sobornost”) wszystkich ziem ukraińskich.

Według Tomasza Stryjka: 

Ośrodek niepodległości Ukrainy Doncow zawsze wiązał z Naddnieprzem i tradycją Rusi Kijowskiej oraz państwa kozackiego, nigdy zaś z peryferyjnymi obszarami Rusi Halickiej i Włodzimierskiej, których terytoria w okresie międzywojennym należały do Polski. W latach trzydziestych stawka na Niemcy, jednoznacznie występująca w formułowanych przez Doncowa analizach sytuacji międzynarodowej, naturalnie prowadziła do porzucenia przez niego orientacji na Polskę, przyczyną tej zmiany były jednak przede wszystkim względy praktyczne, nie zaś uczucie nienawiści do narodu polskiego.

 Dlatego też w roku 1920 Doncow poparł sojusz polsko-ukraiński, zawarty pomiędzy Józefem Piłsudskim a Symonem Petlurą wbrew stanowisku „haliczan”.

### Naród jako narzędzie postępu
Doncow przewidywał powstanie po wojnie „Europy wolnych narodów”. Podkreślał odpowiedzialność „narodów państwowych” za losy „narodów niepaństwowych”, którymi one władają. Twierdził, że Ukraińcy mają własną tradycję historyczną (którą jest tradycja rewolucyjnego chłopstwa). Rewolucje uważał za pozytywne, a Rosję za zagrożenie europejskiej demokracji.

## Ideologia
Dmytro Doncow był twórcą doktryny, której główne tezy ogłosił w książce Nacjonalizm (1926). Zdecydowanie odrzucił w niej uniwersalizm, intelektualizm, humanitaryzm, liberalizm, demokratyzm i pacyfizm. Jego zdaniem nowa epoka miała opierać się na takich założeniach jak: „instynkt”, „wola”, „autorytet”, „wodzostwo”. Doktryna opierała się na darwinizmie społecznym zakładającym że naród jest gatunkiem, który walczy o miejsce dla siebie tępiąc inne gatunki. W walce dochodzi do eliminacji słabszych kosztem silniejszych. Naród jako gatunek był dla niego wartością najwyższą, ważniejszą od Boga. Tomasz Stryjek określa poglądy Doncowa wyrażone w Nacjonaliźmie jako woluntarystyczną filozofię jednostki i narodu.
Na czele narodu ukraińskiego miał stać „wódz nacji”, mający do dyspozycji tzw. „mniejszość inicjatywną”, której obowiązkiem było stosowanie „twórczej przemocy” wobec pozostałej masy narodu ukraińskiego. Według Doncowa, o państwo ukraińskie należało walczyć przy pomocy wszystkich bez wyjątku środków.
Określenie „rasa” czy „nacja” (naród) w pismach Doncowa jest jednak tożsame z definicją Ludwika Gumplowicza, tzn. jest określeniem socjologicznym, nie zaś definicją rasistowską, zgodnie z tezami Houstona Chamberlaina. Stąd określanie Doncowa jako „rasisty” jest nadużyciem semantycznym.
Sformułowane w 1926 tezy Nacjonalizmu Doncowa wprowadziła w 1929 do swego programu powstała wówczas Organizacja Ukraińskich Nacjonalistów. On sam nie był nigdy związany organizacyjnie z OUN, a już w 1938 ewoluował w kierunku poglądów konserwatywnych.
Bogumił Grott określił założenia Nacjonalizmu jako bliskie narodowemu socjalizmowi i mające charakter faszystowski, a ich przyjęcie przez OUN za motyw usprawiedliwienia eksterminacji Polaków, Żydów i Ukraińców niepodzielających poglądów OUN w czasie II wojny światowej i genezę dokonanych wówczas czystek etnicznych (rzeź wołyńska, czystka etniczna w Małopolsce Wschodniej). W opinii Kamila Borkowskiego Doncow ze swoimi poglądami szedł dalej niż nazizm.

## Wybrane prace
- 1913 – Модерне москвофільство (Nowoczesne moskalofilstwo)
- 1913 – Сучасне політичне положення нації і наші завдання (Współczesne polityczne położenie narodu i nasze obowiązki)
- 1914 – Енгельс, Маркс і Ляссаль про неісторичні нації (Engels, Marks i Lassalle o narodach niehistorycznych)
- 1917 – Похід Карла XII на Україну (Pochód Karola XII na Ukrainę)
- 1917 – Історія розвитку української державної ідеї (Historia rozwoju ukraińskiej idei państwowej)
- 1919 – Мазепа і мазепинці (Mazepa i mazepińcy)
- 1918 – Культура примітивізму. (Головні підстави російської культури) (Kultura prymitywizmu: (główne podstawy kultury rosyjskiej))
- 1918 – Українська державна думка і Європа (Ukraińska myśl państwowa i Europa)
- 1921 – Підстави нашої політики (Podstawy naszej polityki)
- 1922 – Поетка українського Рісорджіменто (Леся Українка) (Poetka ukraińskiego Risorgimento (Łesia Ukrainka))
- 1926 – Націоналізм (Nacjonalizm) (Lwów 1926, wyd. Nowe Żyttia)
- 1928 – Polityka pryncypialna i oportunistyczna
- 1922–1932 – publikacje w piśmie: «Літературно-Науковий Вісник» («ЛНВ») Lwów
- 1935 – Duch Ukrainy: ukraiński wkład w kulturę światową
- 1935 – Дві літератури нашої доби» (wyd. II 1958).
- 1935 – Кардинал Мерсіє – слуга Бога і нації (Kardynał Mercier – sługa Boga i narodu)
- 1938 – Де шукати наших історичних традицій (Gdzie szukać naszych historycznych tradycji)
- 1944 – Дух нашої давнини (Duch naszej starożytności)
- 1946–1977 publikacje w pismach i wydawnictwach ukraińskiej diaspory: «Шлях перемоги», «Гомін України», «Визвольний шлях», „Вісник ООЧСУ”, «Америка».
- 1948 – За який провід? (Jakie przywództwo)
- 1948 – Хрест проти диявола
- 1950 – Заповіт Шевченка (Testament Szewczenki)
- 1952 – Поетка вогненних меж. Олена Теліга (Poetka granic w ogniu. Ołena Teliha)
- 1952 – Правда прадідів великих,
- 1953 – Туга за героїчним. Постаті та ідеї літературної України»,
- 1954 – Рік 1918. Київ,
- 1955 – Московська отрута,
- 1955 – Росія чи Европа (Rosja czy Europa) (artykuły z lat 1927–1939)
- 1957 – Від Містики до політики (Od mistyki do polityki)
- 1957 – За яку революцію,
- 1961 – Незримі скрижалі „Кобзаря”. Містика лицарства запорозького